# Фрейєслебеніт

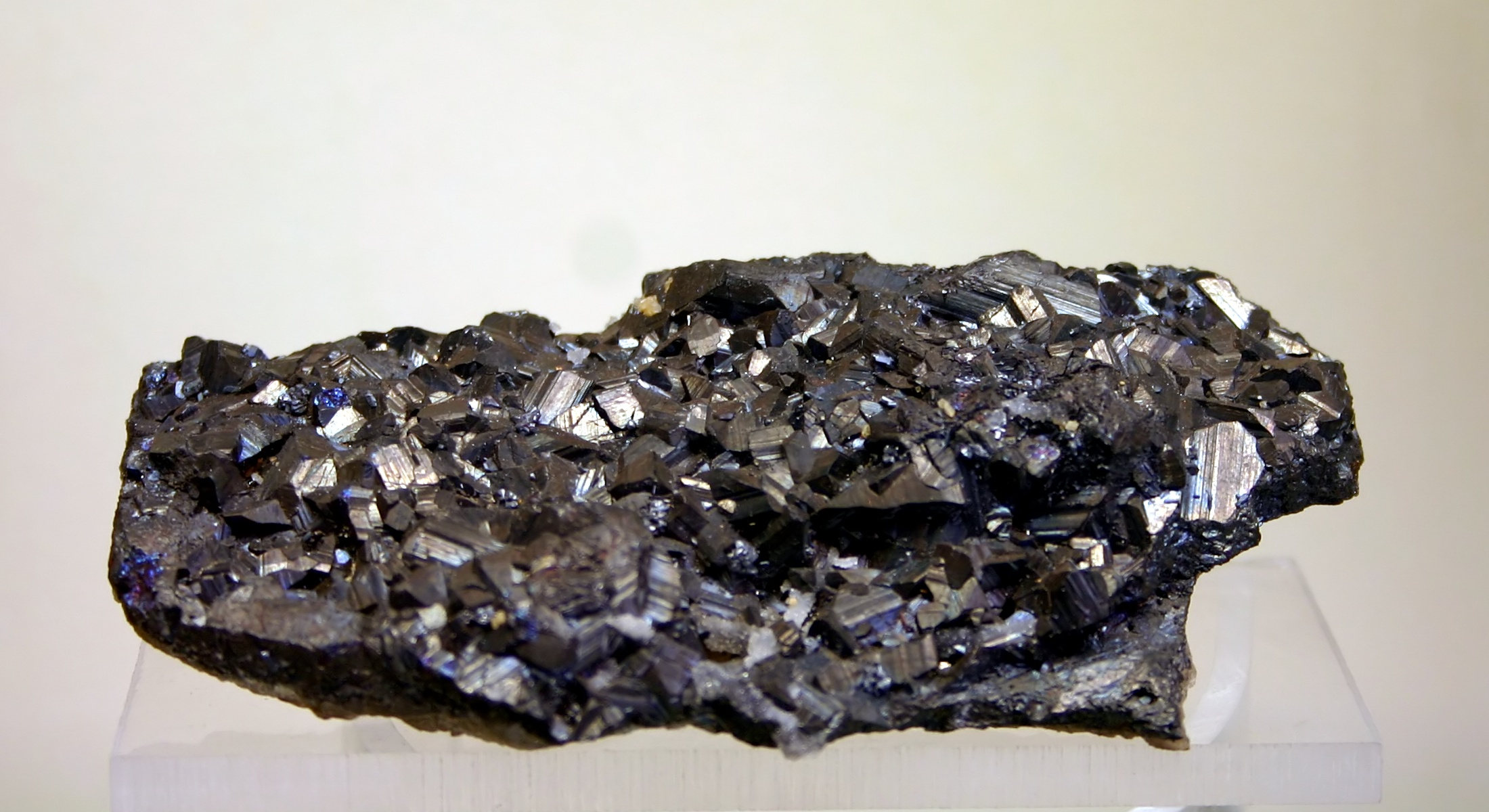
Фрейєслебеніт

Фрейєслебеніт (рос. фрейеслебенит; англ. freieslebenite; нім. Freieslebenit m) — мінерал, стибієва сульфосіль свинцю і срібла координаційної будови.
Названий за прізвищем німецького гірничого промисловця Й. К. Фрайєслебена (J.K.Freiesleben), W.K.Haidinger, 1845.
Синоніми: делісліт, руда склувата тростинна.

## Опис
Хімічна формула: AgPbSbS3. Містить (%): Pb — 28,85; Ag — 25,03; Sb — 28,26; S — 17,86. Домішки: Cu, Fe. Сингонія моноклінна. Призматичний вид. Форми виділення: кристали призматичні зі штриховкою, двійники, щільні дрібнозернисті аґреґати. Двійники звичайні. Спайність по (110) недосконала. Густина 6,2-6,4. Тв. 2,0-3,0. Колір сталево-сірий, срібно-білий, свинцево-сірий. Блиск металічний. Риса сталево-сіра. Непрозорий. Досить крихкий. Злом напівраковистий. Має детекторні властивості. Анізотропний. Зустрічається в гідротермальних родовищах. Супутні мінерали: сидерит, ґаленіт, аргентит, піраргірит та інші мінерали срібла.

## Розповсюдження
Основні знахідки: Фрайберґ (Саксонія, ФРН), Пршибрам (Чехія), Капнік (Бая-Сріє, Румунія), Іендельенсіна (пров. Гвадалахара, Іспанія). Рідкісний.